# Tranvías del Ferrol
Tranvías del Ferrol, S.A. fue una empresa de viajeros local que operó en Ferrol, Narón y Neda, en la provincia de La Coruña. Su sede se encontraba en Narón. 

## Historia
Los orígenes de la empresa están en la solicitud de José Fernández Solórzano y Freire para explotar en 1904 un tranvía con motor eléctrico entre Ferrol y Santa María de Neda. En sus inicios la línea tenía 7 km desde la Carretera de Castilla, en la Porta Nova (Plaza de España), y terminaba en el Portazgo de Xuvia. Los colores de la empresa eran el blanco y azul oscuro hasta hace unos años, cuando se cambió el azul oscuro por naranja.
Las cocheras estaban en Freixeiro, en Narón, hasta principios de los años 2000 que se vendieron los terrenos para la construcción de una urbanización y fueron trasladadas a Río do Pozo, en el mismo municipio.
Cesó sus servicios la noche del 31 de diciembre de 2019

## Servicios
Las líneas de Tranvías del Ferrol daban servicio a los municipios de Ferrol, Narón y Neda.
| Línea | Ruta                         |
| ----- | ---------------------------- |
| 1-B   | Residencia - Porto           |
| 1-2   | Neda - Porto                 |
| 3     | Porto - Caranza - Residencia |
| 4     | Canido - A Graña             |
| 7     | A Faísca - Correos           |
| 9     | Caranza - Correos            |